# 2,4,7-Trinitrofluorenon
2,4,7-Trinitrofluorenon ist eine chemische Verbindung aus der Gruppe der aromatischen Nitroverbindungen.

## Darstellung
1905 beschrieben Julius Schmidt und Karl Bauer die Synthese von 2,6,7-Trinitrofluorenon durch Nitrierung von Fluorenon 1 mit Nitriersäure. Durch alternative Synthesen – der Nitrierung von 2,5-Dinitrofluorenon 2, bzw. von 2,7-Dinitrofluorenon 3 – konnte 1943 gezeigt werden, dass es sich bei der 1905 beschriebenen Verbindung um 2,4,7-Trinitrofluorenon 4 handelt.

## Verwendung
Wie die Pikrinsäure bildet auch 2,6,7-Trinitrofluorenon mit zahlreichen polycyclischen aromatischen Kohlenwasserstoffen stabile farbige Elektronen-Donor-Akzeptor-Komplexe mit einem scharfen Schmelzpunkt, die sich zur Charakterisierung und Reinigung dieser Kohlenwasserstoffe eignen.
2,6,7-Trinitrofluorenon wird als Sensibilisator zur Herstellung photorefraktiver Polymerverbundwerkstoffe verwendet.